# Révolution nationale (journal)
Pour les articles homonymes, voir Révolution nationale.
Révolution nationale est une revue collaborationniste française, organe du Mouvement social révolutionnaire. 
La revue a été lancée sous l'Occupation par différents journalistes gagnés à la cause vichyste, parmi lesquels Lucien Combelle ou Jean Fontenoy. Robert Brasillach y collabora de 1943 à 1944.
Cette publication est avant tout connue aujourd'hui pour les textes qu'y fit paraître Louis-Ferdinand Céline.